# واگن بنیک
واگن بنیک (انگلیسی: Vagn Bennike; ۶ ژانویهٔ ۱۸۸۸ – ۳۰ نوامبر ۱۹۷۰) افسر اهل دانمارک بود.